# Ramón García del Valle y Salas
Ramón García del Valle y Salas (Pravia, 17 de enero de 1881-Madrid, 27 de febrero de 1961) fue un jurista español.

## Biografía
Nace en el concejo asturiano de Pravia el 17 de enero de 1881 y es bautizado el día 26 del mismo mes en la parroquia de San Andrés de esa villa (hoy Santuario de Ntra. Sra. del Valle). Era hijo del magistrado de la Audiencia de León Dionisio García del Valle y Blanco (1840-1897), de Cangas de Tineo (hoy Cangas del Narcea) y de Susana Salas Rodríguez, de Pravia (descendiente de la familia del fundador de la Universidad de Oviedo, Fernando Valdés Salas), y nieto del abogado Francisco García del Valle y Pérez Pato (1818-1907). 
Casó en la localidad jienense de Villacarrillo con Adela Gámez Poblaciones (1895-1927), el 5 de marzo de 1916, en la Iglesia de Sta. Isabel de los Ángeles, de cuyo matrimonio tuvo cinco hijos: José Ramón, Carmen, Francisco, Dionisio y Mercedes, y siete nietos. 
En 1901, con veinte años de edad, se licenció en Derecho por la Universidad de Oviedo, poco después ingresó en la carrera judicial y fiscal, siendo Egea de los Caballeros (provincia de Zaragoza) su primer destino. Después pasó a ejercer como juez de instrucción en Villacarrillo, donde conoció a la que sería su mujer. 
En 1911, siendo juez de Villacarrillo, aparece como uno de los organizadores y de las autoridades asistentes a los actos de inauguración de las Escuelas Graduadas (hoy Centro Parroquial), siendo alcalde Miguel Poblaciones López. 
De su vida profesional, durante la que fue muchos años número uno de su escalafón, cabe destacar su nombramiento como director general de Justicia y Culto (1926-1930), siendo ministro Galo Ponte Escartín. En enero de 1930 fue nombrado ministro de Gracia y Justicia interino (BOE 10/01/1930). Entre otros puestos de interés ocupó el de magistrado en Jaén (1916), y el de teniente fiscal en las Audiencias de Toledo (1917), Granada (1923), Badajoz (1925) y Guadalajara, abogado fiscal del Tribunal Supremo (1935), fiscal jefe de la Audiencia Territorial de Valladolid (1937), culminando su carrera con el cargo de teniente fiscal del Tribunal Supremo (desde 1938 y hasta su jubilación en 1956). 
Autor de varias Memorias Anuales de la Fiscalía, presentó y prologó diversas publicaciones de carácter jurídico de la época. Presidió y fue vocal de tribunales de oposiciones a las carreras judicial y fiscal, y preparador de aspirantes a las mismas. Miembro del Ateneo de Madrid, por sus méritos le fueron concedidas la Cruz de Honor (2-02-1952) y la Gran Cruz de San Raimundo de Peñafort (23-01-1956). 
También, perteneció a las Conferencias de San Vicente Paúl; fue miembro de la Cofradía de Ntra. Sra. de las Batallas de Covadonga, hermano mayor honorario de la Cofradía de Ntro. Padre Jesús Nazareno de Villacarrillo e hijo adoptivo de Villanueva del Arzobispo (Jaén). 
Falleció en su domicilio de la calle Goya de Madrid el 27 de febrero de 1961, a los ochenta años de edad, tras una vida consagrada al trabajo y al estudio de los grandes problemas jurídicos y sociales. Villacarrillo y Pravia en gratitud y reconocimiento a su labor le dedicaron sendas calles.